# AEG C.VIII Dr
AEG C.VIII Dr – prototyp niemieckiego dwuosobowego samolotu rozpoznawczego z okresu I wojny światowej. Po zaniechaniu badań nad samolotem AEG C.VIII w grudniu 1917 r. podjęto próbę przebudowania tej konstrukcji na trójpłatowiec. Wraz z dodaniem trzeciego płata o 70 cm wzrosła rozpiętość samolotu. Dzięki zastosowaniu trzech płatów samolot zyskał na zwrotności, lecz jego prędkość maksymalna spadła do 165 km/h (ze 170 km/h), nie poprawiła się poza tym, tak jak tego oczekiwano, szybkość wznoszenia.
Ponieważ wprowadzone zmiany nie doprowadziły do wyraźnego poprawienia osiągów samolotu, z dalszych prac nad C.VIII Dr zrezygnowano.